# Suzunami
Il Suzunami (涼波? lett. "Onda dirompente") è stato un cacciatorpediniere della Marina imperiale giapponese, undicesima unità della classe Yugumo. Fu varato nel marzo 1943 dai cantieri navali Uraga.
Appartenente alla 32ª Divisione, ebbe una breve carriera. Inviato a Truk e poi a Rabaul, vi fu sorpreso l'11 novembre 1943 dalla seconda incursione portata dalle portaerei statunitensi, fu colpito duramente ed esplose in rada, facendo strage dell'equipaggio.

## Servizio operativo
Il cacciatorpediniere Suzunami fu ordinato nell'anno fiscale edito dal governo giapponese nel 1939. La sua chiglia fu impostata nel cantiere navale della ditta Uraga, nelle vicinanze di Tokyo, il 27 marzo 1942 e il varo avvenne il 12 marzo 1943; fu completato il 27 luglio dello stesso anno e il comando fu affidato al capitano di fregata Masao Kamiyama.
Il Suzunami fu immediatamente assegnato all'11ª Squadriglia cacciatorpediniere, dipendente dalla 1ª Flotta e demandata all'addestramento delle nuove unità in tempo di guerra. Il 20 agosto formò con i gemelli Hayanami – facente funzioni di nave ammiraglia – e Fujinami la 32ª Divisione, attivata appositamente dall'11ª Squadriglia. Il giorno successivo la divisione al completo andò da Tokuyama a Yokosuka, da dove partì il 26 al seguito della nave da battaglia Yamashiro, con la quale si fermò il 28 a Hashirajima. Dopo un altro mese di esercitazioni congiunte, il 30 settembre la divisione fu trasferita alla 2ª Squadriglia della 2ª Flotta. Il Suzunami seguì i gregari a Saeki, dove li attendeva l'incrociatore leggero Tatsuta per scortare le corazzate Yamashiro e Ise alla base dell'atollo di Truk; il viaggio si svolse tra il 15 e il 20 ottobre senza incidenti. Il Tatsuta caricò un certo numero di truppe e la 32ª Divisione al completo gli rimase al fianco nell'andata e ritorno dall'atollo di Ponape, dove i rinforzi furono fatti scendere. La missione fu ripetuta dai soli Suzunami e Hayanami tra il 26 e il 28 che, riunitisi al Fujinami, salparono da Truk il 3 novembre con il grosso degli incrociatori pesanti della 2ª Flotta, inviati alla piazzaforte di Rabaul per sostenere l'8ª Flotta nell'appena iniziata campagna di Bougainville. Il giorno successivo fu però distaccato con l'incrociatore pesante Chokai per soccorrere una delle petroliere al seguito della formazione, rimasta danneggiata da un sommergibile. La riaccompagnò a Truk il 7 novembre, subito rimise la prua a sud per raggiungere i gregari a Rabaul e arrivò il 10, giusto il giorno prima che le forze navali dell'ammiraglio William Halsey rinnovassero il bombardamento di Rabaul con due portaerei: all'arrivo dei gruppi imbarcati statunitensi, il mattino presto, il Suzunami era ancorato all'ingresso della rada, vicino alla costa e intento a caricare siluri. All'inizio dell'attacco fu centrato in pieno dalla bomba di un Douglas SBD Dauntless, saltò in aria e affondò in fiamme alle 08:20 dove si era ormeggiato (4°13′S 152°11′E), con i cadaveri di 148 uomini dell'equipaggio (incluso il capitano Kamiyama).
Il 5 gennaio 1944 il Suzunami fu cancellato dai ruoli della Marina imperiale.